# Kassel
Kassel (până în 1926 s-a numit oficial Cassel) este un district urban al Germaniei, centru administrativ a regiunii Kassel și districtului Kassel. Este al treilea ca mărime din landul Hessa, Germania.
Din 1277 Kassel a fost capitala a landului istoric Hesse, a principatului Imperial german Hessa-Kassel (1567-1803) și a electoratului Hesse (până în 1866).
Orașul are d.p.d.v. administrativ statut de district urban. Este sediul circumscripției guvernamentale Kassel (una din cele 3 circumscripții guvernamentale hessane), și în același timp sediul districtului rural (în germană Landkreis) Kassel. Se află situat pe ambele maluri ale râului Fulda.

## Geografie

### Localizare
Kassel este situat la aproximativ 70 km nord-vest de centrul geografic a Germaniei.
Orașul este situat în nordul landului Hesse, în apropierea granițelor landurilor Saxonia Inferioară și Turingia, în așa-numitul bazin Kassel.
În această vale, orasul este încadrat de un este un lanț muntos, de înalțime mijlocie, la vest de pădurea Hoher Habichtswald, la sud de Reinhardswald, nord-est de pădurea Kaufunger Wald,și pădurea Söhre la sud-est.
Următoarele marile orașe sunt - măsurat  în linie dreaptă/rutier - Hanovra (circa 120/164 km nord) și Göttingen (aproximativ 40/55 km nord-est), în Saxonia Inferioară, Erfurt (circa 115/185 km est) în Turingia, Frankfurt am Main (aproximativ 150/193 kilometri sud), în Hesse și Siegen(circa 115/165 km sud-vest), Hamm (circa 122/153 de kilometri vest), Dortmund (circa 145/165 kilometri vest) și Paderborn (cca 70/84 de kilometri nord-vest de Kassel) în Renania de Nord-Westfalia.
Prin Kassel traversează râul Fulda.
Kassel este situat în nord-estul Văii Fulda la o altitudine de 132,9 m. Cel mai înalt punct al zonei urbane este situat la aproximativ 615 m deasupra nivelului mării, Hohes Gras.

## Istoric
Inaugurarea oficială a sistemului german Intercity-Express (ICE) a avut loc la Kassel în data de 29 mai 1991 în noua gară Kassel-Wilhelmshöhe de pe linia de cale ferată de mare viteză Hanovra-Würzburg. La ora 12 a zilei respective, după ce cinci garnituri ICE din orașele Bonn, Hamburg, Mainz, Stuttgart și München au sosit concomitent în noua stație, președintele federal Richard von Weizsäcker a declarat deschis transportul feroviar de mare viteză în Germania.

## Obiective turistice

### Castelul  Wilhelmshöhe
În Bergpark Wilhelmshöhe se află Schloss Wilhelmshöhe⊙, o clădire istorică de la sfârșitul secolului al 18-lea. Partea centrală a clădirii adaposteste o colectie de antichități și Gemäldegalerie Alte Meister. Acesta conține predominant picturi flamande și olandeze din baroc, de exemplu, de Rembrandt, Frans Hals și Rubens. Este prezentă de asemenea și pictura veche germană (Albrecht Altdorfer, Albrecht Dürer), pictură italiană și spaniolă. În Weißensteinflügel interioarele istoric mobilate poate fi vizitate.

### Neue Galerie
Neue Galerie⊙ este situat între Primărie și Karlsaue. Clădirea a fost proiectată între 1871-1877 de către arhitectul Heinrich von Dehn-Rotfelser și inaugurată la 28 decembrie 1877. Muzeul prezintă pictură și sculptură europeană din secolul al 19-lea și al 20-lea cât și artă contemporană. Clădirea a fost reconstruită între 2007 și 2011

### Palais Bellevue
În 1714 arhitectul de atunci a curții regale Charles du Ry proiecta Palais Bellevue. Se afla pe lângă colecții de artă din 1972, și colecțiile și arhiva Societății Frații Grimm și Muzeul.

### Muzeul de Stat
Muzeul (Hessisches Landesmuseum) ⊙ este situat în centrul orașului Kassel. Clădirea muzeului a fost proiectată de arhitectul Theodor Fischer și deschis la 23 august 1913.

### Muzeul Frații Grimm
Muzeul ( Brüder Grimm-Museum) este ⊙ situat aproape de Neuen Galerie. Muzeul a fost fondat de orasul Kassel și Asociația Frații Grimm  în 1959, s-a ocupat de colecții, documente și cercetarea științifică asupra vieții, operei și influenței fraților lui Iacov și Wilhelm Grimm. Camerele muzeului au fost amplasate în istoricul Palais Bellevue.

### Muzeul de Istorie Naturala din Ottoneum
Muzeul (Naturkundemuseum im Ottoneum) din orasul Kassel este situat în Ottoneum ⊙, pe Steinweg, in apropiere de Piața Friedrichsplatz. 

### Muzeul orașului
Muzeul orașului (Stadtmuseum) ⊙ a fost fondat în 1979 ca un muzeu istoric. El prezintă documente și obiecte de zi cu zi ale dezvoltării istorice a orașului Kassel de la prima atestare. 

### Documenta
O dată la fiecare 4 sau 5 ani are loc în Kassel faimoasa expoziție de artă contemporană "documenta".
Punctul de atracție turistică de renume internațional și în același timp simbol al orașului este parcul Wilhelmshöhe situat pe un deal înalt (Hoher Habichtswald), împreună cu castelul cu același nume. Pe culmea dealului domină statuia uriașă a lui Heracle, în timp ce la picioarele lui pornește impresionanta cascadă din Kassel.
În 1899 numărul locuitorilor a depășit 100.000, aducând orașului denotația de „oraș mare”. În decembrie 2009 Kassel număra peste 192.000 de locuitori.

## Personalități marcante
- Conrad Moench (1744 – 1805), farmacist, chimist
- Louis Spohr (1784 - 1859), compozitor, violonist și dirijor german;
- Julius Jacob von Haynau (1786 - 1853), general austriac;
- Otto von Bismarck (1815 - 1898), om de stat al Prusiei/Germaniei
- Adolf Fick (1829–1901), psiholog
- Paul von Hindenburg (1847-1934), politician german
- Reinhard Slenczka (n. 1931), teolog
- Thorwald Proll (n. 1941), scriitor
- Werner Schroeter (1945-2010), regizor german
- Astrid Proll (n. 1947), membră a organizației de extremă stânga Rote Armee Fraktion.